# Љесичек
Љесичек (слч. Lesíček) насељено је мјесто са административним статусом сеоске општине (слч. obec) у округу Прешов, у Прешовском крају, Словачка Република.

## Становништво
| Година:    | 1994. | 2004.    | 2014.    | 2024.    |
| ---------- | ----- | -------- | -------- | -------- |
| Број људи: | 259   | 295      | 375      | 449      |
| Разлика:   |       | +13,89 % | +27,11 % | +19,73 % |

| Година:    | 2023. | 2024.   |
| ---------- | ----- | ------- |
| Број људи: | 443   | 449     |
| Разлика:   |       | +1,35 % |

Према подацима о броју становника из 2024. године насеље је имало 449 становника.